# Повернись до мене (серіал)
«Повернись до мене» (ісп. Vuelve a mí) — американська теленовела, створена авторами Серхіо Мендозою та Амарісом Паесом. У головних ролях Вільям Леві та Самадхі Зендеджас. Виходив на телеканалі Telemundo з 9 жовтня 2023 року по 16 лютого 2024 року.

## Сюжет
Нурія — жінка з обмеженими можливостями, яка починає стосунки з Брауліо, не знаючи, що він є одним із власників компанії, де вона працює, щоб утримувати свого сина та сестру. Життя головних героїв починають переплітатися після трагічного викрадення Андреса, сина Нурії. Його сила пропорційна любові, яку він відчуває до свого сина.
У найменш очікуваний момент Сантьяго з'являється в її житті, щоб стати не лише головною ланкою, яка з'єднує зневірену матір із її викраденим сином, але й стане великою любов'ю її життя та опорою, яка зберігає її надію в подорож, повна перешкод.

## У ролях
| Актор                | Роль                         |
| -------------------- | ---------------------------- |
| Вільям Леві          | Сантьяго Сепеда              |
| Самадхі Зендехас     | Нурія Гарсія                 |
| Кімберлі дос Рамос   | Ліана Корралес               |
| Хімена Еррера        | Амелія Сан Роман             |
| Фердінандо Валенсія  | Брауліо Сепеда               |
| Родольфо Салас       | Фаусто Мелендес              |
| Крістіан де ла Кампа | Дієго Карранса               |
| Лаура Флорес         | Марта Гевара                 |
| Джеральдін Гальван   | Консуело Гарсіа              |
| Амаранта Руїс        | Розалія Гарсія               |
| Крістіан Рамос       | Джереміас Монтехо «Ель Чало» |
| Анна Соберо          | Аїда Хіменес                 |
| Ентоні Альварес      | Ісідро Санчес «Ель Тигр»     |
| Едуардо Ібаррола     | Раймундо                     |
| Аріана Сааведра      | Євгенія Лопес                |
| Дієго Кляйн          | Хасінто Бермудес             |
| Леонардо Даніель     | Хосе Марія «Ель Чема»        |
| Фернандо Чангеротті  | Роберто Сепеда               |
| Андре Себастьян      | Андрес Гарсія                |

## Сезони
| Сезон | Епізоди | Епізоди | Оригінальний показ | Оригінальний показ | Оригінальний показ |
| Сезон | Епізоди | Епізоди | Перший показ       | Останній показ     | Мережа             |
| ----- | ------- | ------- | ------------------ | ------------------ | ------------------ |
| 1     | 91      | 91      | 9 жовтня 2023      | 16 лютого 2024     | Telemundo          |

## Аудиторія
| Країна трансляції | Сезон | Розклад       | Серії | Перший ефір     | Перший ефір | Останній ефір    | Останній ефір | Середній бал |
| Країна трансляції | Сезон | Розклад       | Серії | Дата            | Дата        | Дата             | Дата          | Середній бал |
| ----------------- | ----- | ------------- | ----- | --------------- | ----------- | ---------------- | ------------- | ------------ |
| США               | 1     | 21:00 — 21:45 | 91    | 9 жовтня 2023 р | 0,74        | 16 лютого 2024 р | 1,16          | 0,89         |